# Ortigueira
Ortigueira è un comune spagnolo di 5'420 (2022) abitanti situato nella comunità autonoma della Galizia.
Ortigueira, nel mese di luglio, ospita da 25 anni un festival di musica folk celtica (Festival Internacional do Mundo Celta de Ortigueira) che richiama ogni anno un grandissimo numero di spettatori.